# Lotta ai I Giochi dell'Impero Britannico
Le competizioni di lotta ai I Giochi dell'Impero Britannico si svolsero dal 16 al 23 agosto 1930.

## Medagliere
| Posiz. | Nazione     | Oro | Argento | Bronzo | Totale |
| ------ | ----------- | --- | ------- | ------ | ------ |
| 1      | Canada      | 7   | 0       | 0      | 7      |
| 2      | Inghilterra | 0   | 6       | 0      | 6      |
| 3      | Sudafrica   | 0   | 0       | 1      | 1      |
| Totale | Totale      | 7   | 6       | 1      | 14     |

## Podi
| Evento            | Oro            | Argento         | Bronzo        |
| Pesi gallo        | Jim Trifunov   | Joe Reid        | non assegnato |
| Pesi piuma        | Cliff Chilcott | non assegnato   | non assegnato |
| Pesi leggeri      | Howard Thomas  | Harold Angus    | non assegnato |
| Pesi welter       | Reg Priestly   | Harry Johnson   | non assegnato |
| Pesi medi         | Mike Chepwick  | Stanley Bissell | Max Thiel     |
| Pesi mediomassimi | Bill McIntyre  | Edgar Bacon     | non assegnato |
| Pesi massimi      | Earl McCready  | Albert Sangwine | non assegnato |